# Katherine Kelly Lang
Katherine Kelly Lang, all'anagrafe Katherine Kelly Wegeman (Los Angeles, 25 luglio 1961), è un'attrice statunitense, che ha raggiunto la fama internazionale interpretando il ruolo di Brooke Logan, protagonista femminile della soap opera Beautiful.

## Biografia

### Gli inizi tra cinema e televisione
Katherine Kelly Lang è nata a Los Angeles il 25 luglio 1961. Suo padre, Keith Wegeman, era un campione olimpico di sci; sua madre, Judith Lang, era un'attrice. Il nonno era Charles Lang, uno dei più grandi direttori della fotografia del cinema americano vincitore di un Premio Oscar nel 1932 per il film Addio alle armi, ma con altre sedici candidature.
La prima apparizione accreditata di Katherine in un film per il cinema è stata in Skatetown U.S.A. (1979) con Scott Baio, Mark Hamill e Patrick Swayze, anche lui al debutto. Successivamente inizia a muovere i primi passi nel mondo del cinema e ottiene parti in diversi film, come l'horror La promessa di Satana (1981), con Clint Howard, Desperate Lives (1982), con Helen Hunt, mentre nel 1986 è nel cast di Jocks con Mariska Hargitay.
Contemporaneamente al cinema ha i suoi primi ruoli televisivi: nel 1984 interpreta una parte nel telefilm Happy Days con Henry Winkler. Dopo aver interpretato altri piccoli ruoli in telefilm come Masquerade (1983) e Professione pericolo (1986), sempre nel 1986 entra nel cast fisso della terza stagione della serie tv HBO Scuola di football.

### La consacrazione conBeautiful
Dopo piccole parti in tv e ruoli al cinema, nel 1987 sostiene il provino per il ruolo di Caroline Spencer (poi affidato a Joanna Johnson) per una nuova serie della CBS, Beautiful, inizialmente pensata per una breve durata. Non viene presa per il ruolo di Caroline, in compenso le viene offerta la parte di Brooke Logan. Il destino volle che dopo poco tempo, il pubblico si affezionò tanto a Brooke, che divenne la protagonista ed eroina dello show dopo che Caroline, il vero grande amore di Ridge, uscì di scena.
Brooke, il suo personaggio, è uno dei centrali dell'intera serie; sin dall'inizio innamorata del bel Ridge Forrester (Ronn Moss), inizia una relazione complicata con lui che ha catturato l'attenzione dei telespettatori per ben 25 anni. Acerrima nemica della matriarca della famiglia e suocera Stephanie Forrester (Susan Flannery), i loro scontri sia verbali che fisici, sono diventati epici. Negli anni il suo personaggio è diventato anche scandaloso e persino incestuoso; infatti Brooke è nota per aver avuto relazioni (con tanto di matrimonio e figli) col padre e fratello di Ridge, quindi Eric (John McCook) e Thorne (Winsor Harmon), oltre che altre storie d'amore con vari personaggi negli anni passati per la soap, su tutti Nick Marone (fratellastro di Ridge e marito di sua figlia) (interpretato da Jack Wagner), con Deacon Sharpe, marito di sua figlia Bridget, e  più recentemente con il miliardario e potente magnate dell'editoria Bill Spencer Jr. (interpretato da Don Diamont), marito di sua sorella.
Grazie a Beautiful la Lang è diventata una star della televisione a tutti gli effetti: insieme a John McCook è l'unica attrice presente sin dalla prima puntata. Da sempre non considerata (a differenza della pluripremiata Susan Flannery, che interpretava Stephanie) dai Premi Emmy, nel 2013 riceve, per la prima volta in 25 anni di lavoro, la candidatura agli Emmy Awards, nella categoria miglior attrice non protagonista. L'attrice in precedenza fu considerata dagli Emmy solo nel 2002 nella categoria miglior coppia, con Sean Kanan, ma mai per le sue doti artistiche fino al 2013. Nel 2014 è di nuovo candidata agli Emmy, questa volta come miglior attrice protagonista senza però vincere il premio.
In due diversi periodi, nel 1987 e nel 1997, a Beautiful la Lang venne temporaneamente sostituita nel ruolo di Brooke Logan rispettivamente da Catherine Hickland e da Sandra Ferguson, nel primo caso a causa di una malattia che la costrinse a letto per alcune settimane, e nel secondo perché era in maternità.

### La carriera oltre la soap
Oltre a Beautiful ha recitato in diversi film, nel 1994 è protagonista di Trappola nella notte con Scott Valentine, ma riesce a farsi notare e apprezzare in Esperimento letale (1997) che ha interpretato assieme a Ian Ziering.
In TV ha interpretato altri ruoli da guest star, nel 1987 in Magnum, P.I., con Tom Selleck, nel 1996 nella miniserie Colomba solitaria, mentre nel 1999 interpreta per 5 episodi il ruolo di Brooke in un crossover nella soap Febbre d'amore, soap nella quale tornerà per una puntata nel 2007.
Nel 2013 è testimonial del nuovo profumo Impero Couture girando anche lo spot televisivo, mentre sia per la campagna 2014 che per quella 2015 è testimonial dell'intera linea della Impero Couture.
Nel 2014 è entrata nel cast del talent show Ballando con le stelle, condotto da Milly Carlucci su Rai 1, in coppia con Simone Di Pasquale.
Nel 2017 è stata ospite al programma italiano Selfie - Le cose cambiano, condotto da Simona Ventura, su Canale 5.
Nel 2018 è stata ospite a La vita in diretta, su Rai 1.
Nel 2022 ha partecipato al programma Emigratis 4, col duo italiano Pio e Amedeo, su Canale 5. Nel novembre 2022 e nel gennaio 2024 è stata ospite a Verissimo, condotto da Silvia Toffanin, su Canale 5.
Nel settembre 2024 prende parte come ospite al "Grande Fratello" su Canale 5

### Vita privata
L'attrice si è sposata due volte e ha tre figli. Dal primo matrimonio con Skott Snider, celebrato nel 1989 e dal quale ha divorziato nel 1995, sono nati Jeremy Skott (nel 1990) e Julian (nel 1992); entrambi hanno recitato in Beautiful da piccoli, il primo nel ruolo di Rick Forrester e il secondo nel ruolo di Bridget, quando questi personaggi erano, nella finzione, appena nati.
A maggio 1997 Katherine Kelly Lang ha avuto una terza figlia, Zoe Katrina, dal compagno Alex D'Andrea, che ha poi sposato nel luglio dello stesso anno, per poi divorziare nel 2012, dopo quindici anni di matrimonio.

## Filmografia

### Cinema
- La promessa di Satana (Evilspeak), regia di Eric Weston (1981)
- Monolith, regia di Ivan Silvestrini (2017)
- Odissea nell'ospizio, regia di Jerry Calà (2019)
- Dagli occhi dell'amore, regia di Adelmo Togliani (2019)

### Televisione
- Il principe delle stelle (The Powers of Matthew Star) – serie TV, episodio 1x14 (1983)
- Masquerade – serie TV, episodio 1x02 (1983)
- Riptide – serie TV, episodio 1x04 (1984)
- Happy Days – serie TV, episodio 11x13 (1984)
- Professione pericolo (The Fall Guy) – serie TV, episodio 5x10 (1986)
- Disneyland (Walt Disney Anthology TV Series) – serie TV, episodio 30x11 (1986)
- Scuola di football (1st & Ten) – serie TV, 6 episodi (1986)
- Magnum, P.I. – serie TV, episodio 7x19 (1987)
- Beautiful (The Bold and the Beautiful) – serial TV (1987-in corso)
- Giochi di morte (Subliminal Seduction), regia di Andrew Stevens – film TV (1996)
- Febbre d'amore (The Young and the Restless) – serial TV, episodi 6540, 6624, 8678 (1999-2007)
- Ballando con le stelle – talent show, Rai 1 (2014) concorrente.
- Neighbours – serial TV, episodio 7330 (2016)
- Selfie - Le cose cambiano - programma televisivo, Canale 5 (2017) ospite.
- The Christmas Dance – film TV (2021)
- Grande Fratello 18 - reality show, Canale 5 (2024) ospite.

## Doppiatrici italiane
Nelle versioni in italiano dei suoi film e delle sue serie TV, Katherine Kelly Lang è stata doppiata da:
- Mavi Felli in Beautiful (2ª voce), Esperimento letale, Febbre d'amore
- Roberta Greganti in Beautiful (1ª voce)
- Virginia Brunetti in Monolith

## Riconoscimenti
- Emmy Awards
  - 2002: Candidata come Miglior coppia in una serie drammatica con Sean Kanan per Beautiful
  - 2013: Candidata come Miglior attrice non protagonista in una serie drammatica per Beautiful
  - 2014: Candidato come Miglior attrice protagonista in una serie drammatica per Beautiful
  - 2020: Candidata come Miglior attrice protagonista in una serie drammatica per Beautiful[3]

- Soap Opera Digest Awards
  - 1991: Candidata come Miglior eroina in una soap opera per Beautiful
  - 1993: Candidata come Personaggio femminile dell'anno per Beautiful
  - 1994: Candidata come Personaggio femminile dell'anno per Beautiful
  - 1995: Candidata come Miglior coppia in una soap opera con Ronn Moss per Beautiful
  - 2001: Candidata come Miglior eroina in una soap-opera per Beautiful
  - 2003: Candidata come Miglior attrice protagonista in una soap opera per Beautiful
  - 2005: Candidata come Miglior triangolo in una soap opera con Ronn Moss e Jack Wagner per Beautiful

- Golden Boomerang
  - 2004: Vincitrice come Miglior attrice per Beautiful[4]
  - 2004: Vincitrice come Miglior coppia (con Ronn Moss per Beautiful[4]
  - 2004: Vincitrice come Miglior storia d'amore con Ronn Moss e Jennifer Finnigan per Beautiful[4]
  - 2006: Vincitrice come Miglior attrice per Beautiful
  - 2006: Vincitrice come Miglior coppia con Ronn Moss per Beautiful[4]

- Soap Opera Update Awards
  - 1990: Vincitrice come Miglior attrice per Beautiful[4]
  - 1991: Vincitrice come Miglior attrice per Beautiful[4]
  - 1995: Vincitrice come Miglior attrice per Beautiful[4]